# Mark Donohue
Mark Donohue Neary, con l'appellativo di Jr (Summit, 18 marzo 1937 – Graz, 19 agosto 1975), è stato un pilota automobilistico statunitense di Formula 1, CanAm e Champ Car.
Ritenuto un ottimo collaudatore e pilota completo, Donohue ottenne successi in varie categorie, riportando tra l'altro la conquista del Campionato CanAm 1973, della 500 Miglia di Indianapolis 1972 e della 24 Ore di Daytona nel 1969. Legò il suo nome in particolare alla Penske, di cui fu per anni il pilota di punta e con cui ottenne diversi successi.
Fu in grado di destreggiarsi tra varie categorie dell'automobilismo, dalle gare americane alla Formula 1. Morì in seguito alle gravi conseguenze di un incidente avvenuto durante il fine settimana del Gran Premio d'Austria 1975.

## Carriera

### Le corse americane
Laureato in ingegneria meccanica, Donohue iniziò la sua carriera motoristica negli anni 1960 prendendo parte a gare in salita. Passò poi alla Formula Junior nel 1965, venendo notato da Walt Hansgen che lo volle come compagno di squadra alla Mecom Racing. Nel 1966 Roger Penske, proprietario dell'omonimo team, lo assunse per correre nei campionati CanAm e USRRC. Donohue ricambiò la fiducia con diversi buoni risultati, tra cui la vittoria dei titoli USRRC nel biennio 1967-68 e dei titoli Trans-Am del 1968-69, anno in cui riuscì ad imporsi anche nella 24 Ore di Daytona.
Pilota versatile, si impegnò anche nelle gare di Champ Car, sempre nella squadra di Penske, ottenendo buoni risultati. Fu infatti secondo alla 500 Miglia di Indianapolis del 1970, mentre nel 1971 fu in grado di imporsi nelle gare a Pocono e in Michigan, prima di ottenere la vittoria nel 1972 a Indianapolis.
Lo stesso anno fu anche vittima di un incidente mentre testava la sua Porsche 917/10 sul circuito di Road Atlanta in vista degli impegni della stagione di CanAm, in seguito al quale riportò la frattura della gamba sinistra. Costretto a fermarsi, fu sostituito da George Follmer, che divenne poi campione nella serie. Donohue rientrò per la gara di Edmonton con una vittoria e, a fine campionato, fu quarto.
Nel 1973 dedicò gran parte dei suoi impegni alla CanAm, svolgendo lunghe sessioni di test tra gli Stati Uniti e la Germania. Forte di una vettura estremamente competitiva, Donohue dominò il campionato vincendo sei gare consecutive e partendo in pole position in tutti gli appuntamenti della competizione. Pago dei successi ottenuti, a fine stagione annunciò il ritiro, salvo ripensarci alcuni mesi più tardi, convinto da Penske a tornare a gareggiare.

### Formula 1
Donohue ebbe il suo primo assaggio di Formula 1 nel 1971, alla guida di una McLaren gestita da Roger Penske, come prima guida, a fianco di David Hobbs. Donohue ottenne al primo Gran Premio mai disputato in Formula Uno un risultato di assoluto rilievo, conquistando un podio con il 3º posto, nel Gran Premio del Canada, evento interrotto dopo 64 degli 80 giri previsti a causa della pioggia.
Tre anni più tardi, venne convinto da Roger Penske a rientrare per sviluppare il suo progetto di un team di Formula 1. Prese parte solo alle ultime due gare della stagione, portando al debutto la Penske PC1. Chiuse dodicesimo in Canada, mentre a Watkins Glen si ritirò per un problema meccanico.

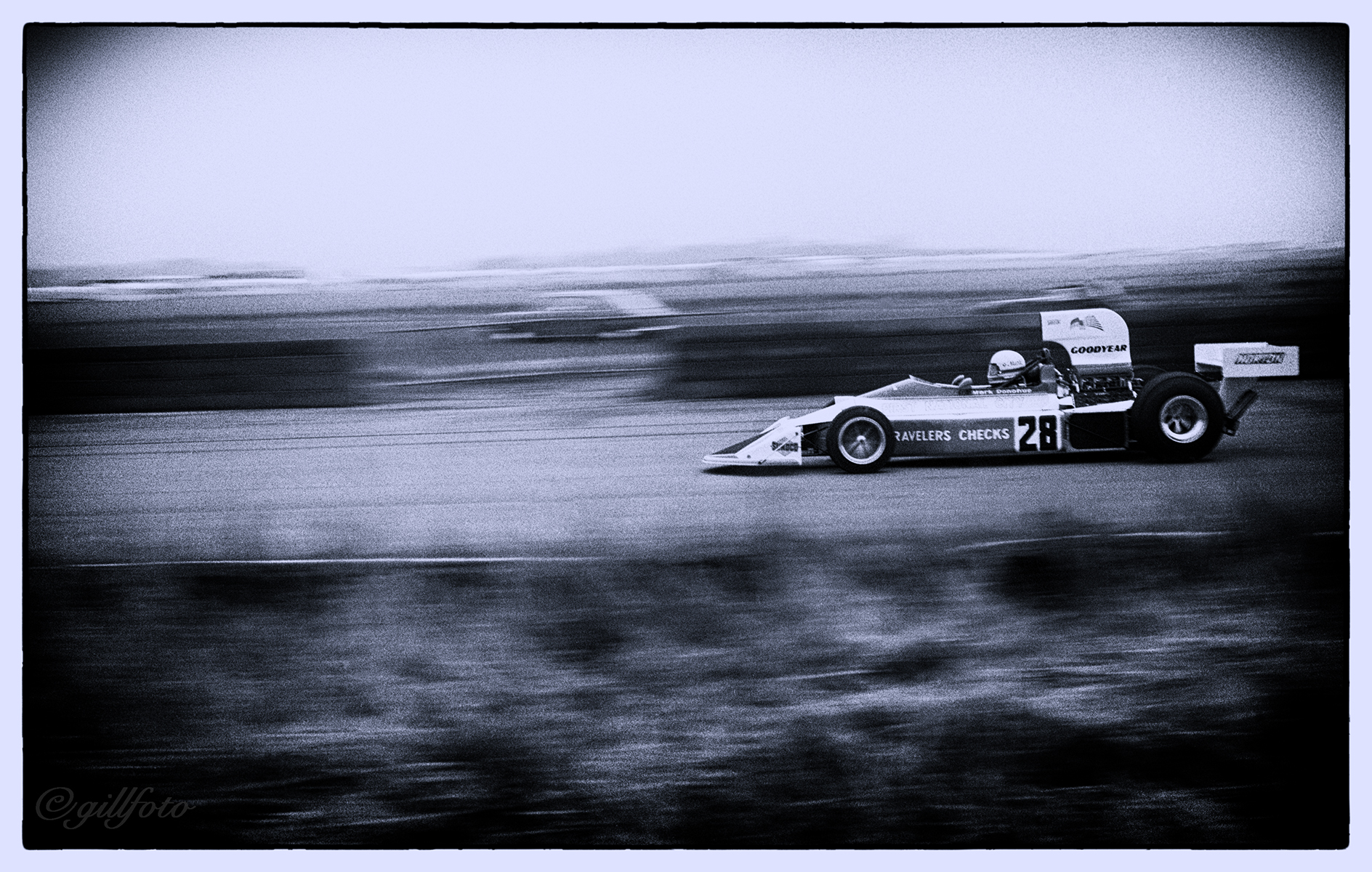
Donohue guida la sua Penske al Gran Premio di Gran Bretagna 1975, concluso al quinto posto

La stagione successiva fu di nuovo la prima guida per la Penske. Iniziò bene la stagione e riuscì a conquistare, in due Gran Premi (Svezia e Gran Bretagna), il quinto posto, dimostrandosi sempre assai competitivo nonostante i limiti del suo mezzo.

#### La tragica morte
Durante il Gran Premio d'Austria 1975, fu vittima di un incidente al volante di una March gestita dal team Penske nelle prove libere della domenica a causa dello scoppio di uno pneumatico. Il pilota statunitense, uscito di pista alla Hella-Licht Kurve, dopo il terribile schianto, fu estratto dall'abitacolo da Emerson Fittipaldi e Hans-Joachim Stuck che si erano fermati per soccorrerlo. Donohue era cosciente e fu trasferito in elicottero verso l'ospedale di Graz per controlli più approfonditi. Durante il viaggio il pilota cominciò ad avere forti dolori alla testa. Dopo varie analisi, Donohue fu portato in sala operatoria per un intervento atto a ridurre un'emorragia formatasi a seguito dell'incidente. Dopo l'operazione fu trasferito in terapia intensiva, ma perse conoscenza senza più riprendersi e morì due giorni dopo lo schianto. Nell'incidente perirono anche due addetti alla pista, Richard Huttner, una guardia, e Manfred Schaller, segnalatore.
La famiglia intentò una causa contro la grande azienda produttrice dello pneumatico esploso, la Goodyear, e iniziò una controversa battaglia legale; il team Penske, che tanto successo ebbe nelle competizioni automobilistiche negli USA, subì un profondo trauma dalla morte di Donohue, che era anche un ingegnere in grado di portare contributi in fase di collaudo molto incisivi, come ricordava spesso il team principal, Roger Penske, a lui legato da un proficuo rapporto personale e professionale.
Nel 1976, nonostante la perdita di un componente tanto importante, la squadra Penske disputò ancora una intera stagione di Formula Uno con l'irlandese John Watson alla guida della nuova vettura. Fu proprio un anno dopo l'incidente, sulla stessa pista, in Austria, che il team (e Watson) vinse la prima corsa: per Penske fu la sola vittoria in Formula Uno: nel 1977 la scuderia non disputò il mondiale, cedendo i suoi mezzi - assai competitivi - alla scuderia tedesca ATS, per tornare a impegnarsi esclusivamente nelle corse americane.
Donohue è stato sepolto presso il cimitero di Saint Teresa, a Summit, New Jersey.

## Risultati

### Formula 1
| 1971 | Scuderia | Vettura |  |  |  |  |  |  |  |  |  |   |    |  |  |  |  | Punti | Pos. |
| ---- | -------- | ------- |  |  |  |  |  |  |  |  |  | - | -- |  |  |  |  | ----- | ---- |
| 1971 | Penske   | M19A    |  |  |  |  |  |  |  |  |  | 3 | NP |  |  |  |  | 4     | 16º  |

| 1974 | Scuderia | Vettura |  |  |  |  |  |  |  |  |  |  |  |  |  |    |     | Punti | Pos. |
| ---- | -------- | ------- |  |  |  |  |  |  |  |  |  |  |  |  |  | -- | --- | ----- | ---- |
| 1974 | Penske   | PC1     |  |  |  |  |  |  |  |  |  |  |  |  |  | 12 | Rit | 0     |      |

| 1975 | Scuderia | Vettura |   |     |   |     |     |    |   |   |     |   |     |    |  |  |  | Punti | Pos. |
| ---- | -------- | ------- | - | --- | - | --- | --- | -- | - | - | --- | - | --- | -- |  |  |  | ----- | ---- |
| 1975 | Penske   | PC1 751 | 7 | Rit | 8 | Rit | Rit | 11 | 5 | 8 | Rit | 5 | Rit | NP |  |  |  | 4     | 15º  |

| Legenda | 1º posto     | 2º posto | 3º posto    | A punti         | Senza punti/Non class.  | Grassetto – Pole position Corsivo – Giro più veloce |
| Legenda | Squalificato | Ritirato | Non partito | Non qualificato | Solo prove/Terzo pilota | Grassetto – Pole position Corsivo – Giro più veloce |